# Good Casting
Good Casting (Hangul: 굿 캐스팅; RR: Gutkaeseuting), es una serie de televisión surcoreana transmitida del 27 de abril del 2020 hasta el 16 de junio del 2020, a través de SBS.

## Sinopsis
La serie sigue a Baek Chan-mi, Im Ye-eun y Hwang Mi-soon, mujeres talentosas que deben mantener sus coberturas, ya que trabajan en espionaje para el Servicio de Inteligencia Nacional (NIS), sin embargo, ahora atrapadas detrás de un escritorio, deben de ir encubiertas a la corporación más grande de Corea para descubrir un caso de corrupción, robo de propiedad intelectual y filtración de secretos comerciales.
En el pasado Chan-mi, era una legendaria agente para el NIS, pero, debido a su excesiva actitud, el agente Kwon Min-seok muere y su objetivo escapa, por lo que es castigada y enviada a trabajar como miembro de un equipo de seguridad cibernética para el NIS.

## Reparto

### Personajes principales[6][7]
| Actor         | Personaje     | N.º de episodios | Notas |
| ------------- | ------------- | ---------------- | --- |
| Choi Kang-hee | Baek Chan-mi  | 16               | Es una legendaria agente de NIS, a quien no le importa entrar a prisión y realizar una operación encubierta para resolver un caso. Debido a sus acciones, su mejor amigo y agente Kwon Min-seok muere durante una operación, por lo que se siente culpable y jura buscar y matar al responsable. |
| Yoo In-young  | Im Ye-eun     | 16               | Es una madre soltera, que usa su inteligencia para su trabajo como agente de NIS. Su prometido, el agente Kwon Min-seok, muere el día en que su hija nace debido a un error de Baek Chan-mi. Es asignada a vigilar a la estrella, Kang Woo-won, aunque al inicio chocan, debido a las exageradas demandas de Woo-won, poco a poco comienza a preocuparse y enamorarse de él. Aunque al inicio no acepta sus sentimientos, ya que cree estar traicionando a Min-seok, finalmente los acepta y comienzan una relación. Cuando descubre que Baek Chan-mi era la agente principal de la operación en donde Min-seok había muerto, la perdona y le dice que no fue su culpa. |
| Kim Ji-young  | Hwang Mi-soon | 16               | Es una antigua agente del equipo de respuesta antiterrorista del NIS que pasa a ser una agente de trabajos ocasionales, y pronto se convierte en una ama de casa que le tema a la artritis y la menopausia. Tiene una hija. |
| Lee Sang-yeob | Yoon Seok-ho  | -                | Es el atractivo CEO con modales de "Ilgwang High Tech", así como con una excelente formación educativa y familiar, que sufre un trauma después de ser abandonado por su primer amor, Baek Chan-mi. Años más tarde, cuando se reencuentra con Chan-mi, ella le dice que no es la persona que cree. Más tarde cuando descubre Chan-mi es una agente del NIS, decide ayudarla y finalmente le revela sus sentimientos por ella. |
| Jun           | Kang Woo-won  | -                | Es una estrella en ascenso que finalmente se convierte en una estrella top, por lo que trabaja duro para ocultar su mal genio y no perder su popularidad. La agente Im Ye-eun es asignada para vigilarlo, por lo que se hace pasar por una interna en el departamento de publicidad de "Ilgwang High Tech", aunque al principio chocan, pronto Woo-won comienza a enamorarse de ella. Más tarde a pesar de que descubre que Ye-eun en realidad es una agente del NIS y que tiene una hija, no le importa, y decide revelarle sus sentimientos, poco después comienzan una relación.                                                                                     |
| Lee Jong-hyuk | Dong Kwan-soo | -                | Es un líder de equipo que ha sobrevivido a penas en el NIS. Y el encargado de reunir a Baek Chan-mi, Im Ye-eun y Hwang Mi-soon para enviarlas en una misión. |

### Personajes secundarios

#### Familiares
| Actor                | Personaje     | Episodios donde apareció | Notas |
| -------------------- | ------------- | ------------------------ | --- |
| Sung Hyuk            | Kwon Min-seok | 3, 6                     | Es un agente y el prometido de Im Ye-eun, así como el padre de su hija, So-hee. Muere el día en que su hija nace mientras estaba en una operación, luego de que Baek Chan-mi decidiera perseguir al criminal en vez de ayudarlo. Min-seok fue el primer amor de Ye-eun, quien nunca ha dejado de buscar la verdad sobre su muerte. |
| Noh Ha-yeon          | Kwon So-hee   | -                        | Es la hija de Im Ye-eun y Kwon Min-seok. |
| Lee Seung-hyung      | Nam Bong-man  | -                        | Es el esposo de Hwang Mi-soon. |
| Kim Bo-yoon (김보윤) | Nam Joo-yeon  | -                        | Es la hija de Hwang Mi-soon y Nam Bong-man. |

#### Miembros del Servicio de Inteligencia Nacional (NIS)
| Actor                    | Personaje      | Episodios donde apareció | Notas                 |
| ------------------------ | -------------- | ------------------------ | --------------------- |
| Jung In-gi               | Seo Kook-hwan  | -                        |                       |
| Park Kyung-soon (박경순) | Bae Moo-hyeok  | -                        |                       |
| Hwang Bo-mi              | Gan Tae-hee    | -                        |                       |
| Kim Jin-ho (김진호)      | Geum Dong-seok | -                        |                       |
| Nam Jung-woo (남정우)    | -              | -                        | Es un agente del NIS. |
| Jung Dong-geun (정동근)  | -              | 2                        | Es un agente del NIS. |
| Ko Han-min (고한민)      | -              | 2                        | Es un agente del NIS. |

#### Empleados de "Ilgwang High Tech"
| Actor                   | Personaje       | Episodios donde apareció | Notas |
| ----------------------- | --------------- | ------------------------ | --- |
| Woo Hyun                | Myung Gye-cheol | -                        | Es un investigador experto, que hace promociones rápidas y convierte a "Ilgwang High Tech" en una compañía de clase mundial. |
| Heo Jae-ho              | Byun Woo-seok   | -                        | Es el secretario y mejor amigo de Yoon Seok-ho, a quien apoya siempre que lo necesita. Cuando junto con Seok-ho descubren que Baek Chan-mi es una agente del NIS, guardan el secreto. Más tarde es asesinado por la gente de "Michael", mientras intentaba proteger a Seok-ho, lo que lo deja destrozado. |
| Lee Sang-hoon (이상훈)  | Tak Sang-gi     | -                        | |
| Kim Yong-hee (김용희)   | Ok-cheol        | -                        | Es un jefe de investigación en Ilgwang High Tech. |
| Han Soo-jin (한수진)    | Secretaria Koo  | -                        | |
| Kim Kyung-sook (김경숙) | Park Kyung-sook | -                        | |
| Jin Soo-hyun (진수현)   | Hyo-jin         | -                        | |
| Kang Ro-chae (강로채)   | Son So-ri       | -                        | |
| Eom Ji-man (엄지만)     | -               | 2                        | Es un guardia de seguridad. |
| Jo Young-hhoon (조영훈) | -               | 2-3                      | Es un empleado de la empresa. |

### Otros personajes
| Actor                   | Personaje      | Episodios donde apareció | Notas |
| ----------------------- | -------------- | ------------------------ | --- |
| Cha Soo-yeon            | Shim Hwa-ran   | -                        | |
| Bae Jin-woong           | Pi Cheol-woong | -                        | Es un empleado de Kang Woo-won, más tarde es asesinado por la gente de "Michael". Cuando Woo-won descubre su muerte, queda destrozado. |
| Jang Nam-yeol (장남열)  | -              | 2                        | Es el jefe de un grupo criminal taiwanés.                                                                                              |
| Sung Nak-kyung (성낙경) | -              | 1                        | Es un hombre que está en el baño de mujeres.                                                                                           |
| Kim Yoon-joo (김윤주)   | -              | 1                        | Es una madre que vive en el vecindario de , que le dice que van a reunirse y los papás también irán.                                   |
| Yoon Sa-bong (윤사봉)   | -              | 1                        | Es una prisionera y la jefa del grupo.                                                                                                 |
| Park Ok-chool (박옥출)  | -              | 1                        | Es una prisionera. |
| Anastasiia Sokolova     | Barbara        | 1                        | Es una mujer que está encarcelada. |
| Kyung Ki-hyun (경기현)  | -              | -                        | Es un guardaespaldas. |

## Episodios
La serie está conformada por 16 episodios, los cuales fueron emitidos (2 episodios) todos los lunes y martes a las 21:40 (KST).

### Raitings
Los números en color rojo indican las calificaciones más bajas, mientras que los números en azul indican las calificaciones más altas.
| Episodio | Fecha de emisión    | Participación promedio de audiencia | Participación promedio de audiencia | Participación promedio de audiencia |
| Episodio | Fecha de emisión    | AGB Nielsen                         | AGB Nielsen                         | TNmS                                |
| Episodio | Fecha de emisión    | Nacional                            | Seúl                                | Nacional                            |
| -------- | ------------------- | ----------------------------------- | ----------------------------------- | ----------------------------------- |
| 1        | 27 de abril de 2020 | 9.5% (7.ª)                          | 10.5% (5.ª)                         | 8.5%                                |
| 1        | 27 de abril de 2020 | 12.3% (4.ª)                         | 13.2% (3.ª)                         | 9.5%                                |
| 2        | 28 de abril de 2020 | 9.8% (5.ª)                          | 10.9% (5.ª)                         | 9.5% (8.ª)                          |
| 2        | 28 de abril de 2020 | 10.8% (4.ª)                         | 11.8% (4.ª)                         | 9.8% (7.ª)                          |
| 3        | 4 de mayo de 2020   | 8.5% (8.ª)                          | 9.4% (5.ª)                          | 7.7% (11.ª)                         |
| 3        | 4 de mayo de 2020   | 9.8% (5.ª)                          | 10.8% (4.ª)                         | 9.2% (7.ª)                          |
| 4        | 5 de mayo de 2020   | 8.7% (8.ª)                          | 9.9% (6.ª)                          | 8.7% (9.ª)                          |
| 4        | 5 de mayo de 2020   | 11.1% (5.ª)                         | 12.8% (3.ª)                         | 10.5% (6.ª)                         |
| 5        | 11 de mayo de 2020  | 8.6% (7.ª)                          | 9.3% (5.ª)                          | 7.9% (10.ª)                         |
| 5        | 11 de mayo de 2020  | 10.3% (4.ª)                         | 11.1% (4.ª)                         | 9.3% (8.ª)                          |
| 6        | 12 de mayo de 2020  | 8.4% (7.ª)                          | 9.2% (5.ª)                          | 8.5% (10.ª)                         |
| 6        | 12 de mayo de 2020  | 9.2% (5.ª)                          | 10.0% (4.ª)                         | 9.3% (6.ª)                          |
| 7        | 18 de mayo de 2020  | 7.6% (11.ª)                         | 8.3% (8.ª)                          | 7.8% (11.ª)                         |
| 7        | 18 de mayo de 2020  | 9.1% (5.ª)                          | 9.9% (4.ª)                          | 9.1% (8.ª)                          |
| 8        | 19 de mayo de 2020  | 7.4% (9.ª)                          | 8.8% (7.ª)                          | 7.5% (10.ª)                         |
| 8        | 19 de mayo de 2020  | 8.5% (6.ª)                          | 10.0% (5.ª)                         | 8.6% (9.ª)                          |
| 9        | 25 de mayo de 2020  | 6.9% (9.ª)                          | 7.5% (9.ª)                          | 6.7% (13.ª)                         |
| 9        | 25 de mayo de 2020  | 8.5% (7.ª)                          | 9.4% (6.ª)                          | 8.2% (8.ª)                          |
| 10       | 26 de mayo de 2020  | 7.1% (7.ª)                          | 7.6% (6.ª)                          | 7.0% (12.ª)                         |
| 10       | 26 de mayo de 2020  | 8.7% (5.ª)                          | 9.4% (4.ª)                          | 8.2% (7.ª)                          |
| 11       | 1 de junio de 2020  | 6.5% (13.ª)                         | 6.9% (11.ª)                         | 6.8% (11.ª)                         |
| 11       | 1 de junio de 2020  | 8.0% (6.ª)                          | 8.2% (6.ª)                          | 7.7% (9.ª)                          |
| 12       | 2 de junio de 2020  | 7.1% (9.ª)                          | 7.8% (7.ª)                          | 6.6% (10.ª)                         |
| 12       | 2 de junio de 2020  | 8.3% (5.ª)                          | 9.0% (5.ª)                          | 7.9% (7.ª)                          |
| 13       | 8 de junio de 2020  | 6.1% (12.ª)                         | 6.8% (8.ª)                          | 5.7% (13.ª)                         |
| 13       | 8 de junio de 2020  | 8.4% (6.ª)                          | 9.4% (5.ª)                          | 7.8% (7.ª)                          |
| 14       | 9 de junio de 2020  | 6.7% (8.ª)                          | 7.3% (7.ª)                          | 6.1% (12.ª)                         |
| 14       | 9 de junio de 2020  | 8.5% (6.ª)                          | 9.3% (5.ª)                          | 7.9% (8.ª)                          |
| 15       | 15 de junio de 2020 | 6.6% (8.ª)                          | 7.3% (8.ª)                          | 6.3% (12.ª)                         |
| 15       | 15 de junio de 2020 | 8.1% (7.ª)                          | 8.9% (6.ª)                          | 7.6% (9.ª)                          |
| 16       | 16 de junio de 2020 | 7.9% (6.ª)                          | 8.6% (6.ª)                          | 6.5% (12.ª)                         |
| 16       | 16 de junio de 2020 | 9.8% (4.ª)                          | 11.0% (3.ª)                         | 8.2% (7.ª)                          |
| Promedio | Promedio            | 8.5%                                | 9.4%                                | 8.0%                                |

## Música
El OST de la serie es producido por la discografía "Blending Co., Ltd." (주식회사 블렌딩) y está conformado por:

#### Parte 1
| N.º | Intérprete | Título             | Letra                        | Música                                  | Duración |
| --- | ---------- | ------------------ | ---------------------------- | --------------------------------------- | -------- |
| 1   | Cheetah    | "Feel It!"         | Kim Min-jae y Yoon Kyung-won | Kim Chang-rak, Kim Soo-bin y Cho Se-hee | 2:39     |
| 2   | -          | "Feel It!" (Inst.) | -                            | -                                       | 2:39     |

#### Parte 2
| N.º | Intérprete   | Título            | Letra               | Música                      | Duración |
| --- | ------------ | ----------------- | ------------------- | --------------------------- | -------- |
| 1   | Lee Min-hyuk | "The Day" (그날)  | Zigzag Note y Moonc | Zigzag Note y Moon Sang-sun | 4:34     |
| 2   | -            | "The Day" (Inst.) | -                   | -                           | 4:34     |

#### Parte 3
| N.º | Intérpretes                         | Título                       | Letra        | Música       | Duración |
| --- | ----------------------------------- | ---------------------------- | ------------ | ------------ | -------- |
| 1   | Lee Joon-young y Soyeon (de Laboum) | "Let's Make Love" (사랑하자) | Major League | Major League | 3:45     |
| 2   | -                                   | "Let's Make Love" (Inst.)    | -            | -            | 3:45     |

#### Parte 4
| N.º | Intérprete    | Título                  | Letra                        | Música    | Duración |
| --- | ------------- | ----------------------- | ---------------------------- | --------- | -------- |
| 1   | Lee Sang-yeob | "Red Bag" (빨간 책가방) | Park Ji-ha y Choi Young-hoon | Jin Ha-di | 2:49     |
| 2   | -             | "Red Bag" (Inst.)       | -                            | -         | 2:49     |

#### Parte 5
| N.º | Intérprete    | Título               | Letra                       | Música                      | Duración |
| --- | ------------- | -------------------- | --------------------------- | --------------------------- | -------- |
| 1   | Lee Shin-sung | "Maybe Love"         | ZigZag Note y Lee Shin-sung | ZigZag Note y Kim Sun-woong | 3:31     |
| 2   | -             | "Maybe Love" (Inst.) | -                           | -                           | 3:31     |

## Premios y nominaciones
| Año  | Categoría                                                  | Premio               | Nominados(as) | Resultado |
| ---- | ---------------------------------------------------------- | -------------------- | ------------- | --------- |
| 2020 | Best Character Award, Actress                              | 28th SBS Drama Award | Choi Kang-hee | Ganó      |
| 2020 | Top Excellence Award, Actor in a Miniseries Action Drama   | 28th SBS Drama Award | Lee Sang-yeob | Nominado  |
| 2020 | Top Excellence Award, Actress in a Miniseries Action Drama | 28th SBS Drama Award | Choi Kang-hee | Nominada  |
| 2020 | Excellence Award, Actor in a Miniseries Action Drama       | 28th SBS Drama Award | Lee Jong-hyuk | Nominado  |
| 2020 | Excellence Award, Actress in a Miniseries Action Drama     | 28th SBS Drama Award | Kim Ji-young  | Nominada  |

## Producción
La serie también es conocida como "Miss Casting" (Hangul: 미스캐스팅; RR: Miseukaeseuting).
Fue dirigida por Choi Young-hoon (최영훈), quien contó con el apoyo del guionista Park Ji-ha (박지하).
La serie también contó con el apoyo de la compañía de producción "Box Media".